# She of Little Faith
She of Little Faith, llamado Ella de poca fe en España y Lisa de poca fe en Hispanoamérica, es el sexto episodio de la decimotercera temporada de la serie animada Los Simpson, emitido originalmente el 16 de diciembre de 2001. El episodio fue escrito por Bill Frielberger y dirigido por Steven Dean Moore, y Richard Gere fue la estrella invitada. En este capítulo, Lisa se convierte al Budismo.

## Sinopsis
Todo comienza cuando Bart y Lisa ven una película de ciencia ficción, hecha en los años '50 o antes. En un corte comercial, se anuncia un cohete a escala, y Bart quiere uno. Por lo tanto, usando la tarjeta de crédito de Homer, lo ordena. De seis a ocho semanas después, el cohete llega por correo y Bart le pregunta a Homer si quiere ayudarlo a hacerlo volar. Homer  se une a él y a Milhouse en el patio trasero de la casa para hacer funcionar el cohete; cuando está listo, explota antes de que pudiese despegar. Un segundo intento sale aún peor. Celoso de que Ned Flanders había construido un cohete mejor, Homer le pide ayuda a sus viejos amigos nerds, Gary, Doug, y Benjamin. Una vez que hacen un cohete nuevo y tecnológico, Homer los echa de su casa a ellos y a Milhouse, y se prepara para hacer despegar el aparato. Como piloto, usan al hámster de Bart, Nibbles. El cohete despega exitosamente, pero luego comienza a desviarse de su camino y termina explotando en la Iglesia. 
Los feligreses se reúnen para decidir cómo conseguir el dinero para reparar la iglesia. Sin ayuda, deciden poner ellos mismos los fondos. En ese momento, el Sr. Burns, pareciendo más siniestro y diabólico que el Diablo, aparece y ofrece arreglar los daños de la iglesia, con la condición de que le permitan iniciar un negocio en el edificio. Al principio, los feligreses se niegan, pero, al no tener opción, aceptan. Burns les presenta a Lindsey Naegle, quien estaría a cargo de la remodelación de la iglesia. Juntos, Lindsay y Burns convierten a la iglesia en un lugar comercial, lleno de carteles de publicidad, estatuas y un televisor Jumbotron. Lisa, viendo esto, queda sorprendida y desilusionada. 
Tres semanas después, la iglesia, completamente remodelada, es abierta al público. El lugar parece un centro comercial, e incluso, tiene nuevas butacas, las cuales recuerdan a los asientos de primera clase de los aviones. El Reverendo Lovejoy comienza su servicio solemnemente, como de costumbre, pero pronto se da cuenta de que no es escuchado, ya que todos prestaban atención a la televisión y a las pizzas. En este momento, Lisa decide que había llegado al límite y denuncia lo horrible que se había vuelto la iglesia, para la sorpresa de todos. Algunas personas tratan de convencerla diciendo que la iglesia era ahora más cómoda, y Lisa está de acuerdo, pero les dice que las comodidades le habían costado el alma a la iglesia. Luego, se levanta y se va, prometiendo que jamás regresaría, para gran sorpresa de Homer y Marge.
Esa noche, Marge trata de hablar con Lisa haciéndose pasar por Dios, pero Lisa se ofende. Bart, luego, le muestra a Lisa otras religiones a las cuales podría unirse, pero Lisa las rechaza a todas. Finalmente, sale a caminar, y llega al Templo budista de Springfield. Allí se encuentra con Lenny, Carl y con el actor Richard Gere. Luego de ver y escuchar las virtudes del budismo, Lisa declara ante todos que es budista.
Marge queda impactada por el cambio de religión de su hija, y empieza a ser muy intolerante con ella, por lo que trata de que vuelva a ser cristiana. En una reunión con los miembros de la Iglesia, el Reverendo Lovejoy le dice a Marge que podría convencer a Lisa de convertirse al Cristianismo ya que se acercaba la Navidad. Para convencerla, Marge trata de engañar a Lisa ofreciéndole regalos navideños, entre ellos un pony, pero Lisa se ofende y escapa corriendo de su casa.
En el templo budista, Lisa se queja sobre la actitud de su familia. Richard Gere le informa que el Budismo se basa en respetar la diversidad de las otras religiones, y que debía amar a todos y compadecerlos. En otras palabras, Lisa podía celebrar Navidad siendo budista. Gere, luego, se va, para pasar Navidad con su hijastra, y Lenny y Carl se van para impedir que Moe se suicidase (lo cual intentaba todas las Navidades). 
Lisa vuelve a su casa y les dice a todos que celebraría Navidad con ellos, y que seguiría asistiendo a la iglesia para estar con su familia, aunque no volvería a ser cristiana. Marge está muy contenta por su decisión. En un intento de explicación, Lisa pregunta a Marge sobre dónde estaba su pony que le habían regalado (era falso) pero Marge trata de evadir sus preguntas deseándole una "feliz Navidad y un feliz Año Nuevo", terminando así el episodio.